# Richard Thorpe
Richard Thorpe (Hutchinson, 24 de fevereiro de 1896 – Palm Springs, 1 de maio de 1991) foi um cineasta e roteirista estadunidense mais conhecido pela sua longa carreira na Metro-Goldwyn-Mayer. Iniciou seu trabalho na era do cinema mudo, fazendo adequadamente a transição para a era sonora.

## Biografia
Nascido Rollo Smolt Thorpe em Hutchinson, Kansas, iniciou sua carreira trabalhando no vaudeville e no palco. Em 1921 iniciou no meio cinematográfico como ator, no filme Burn 'Em Up Barnes passando depois à direção, dirigindo seu primeiro filme em 1923. Foi um diretor bastante versátil, e dirigiu por volta de 180 filmes, sendo mais de 70 deles westerns da era muda.
Um diretor com grande ligação com a MGM, o primeiro filme que dirigiu para a MGM foi Last of the Pagans, em 1935, estrelando Ray Mala. Seus dois filmes favoritos na direção eram Night Must Fall (1937) e Two Girls and a Sailor (1944). Foi também roteirista de 27 filmes, entre 1925 e 1931, na maioria deles creditado como Frank L. Inghram.
Após dirigir The Last Challenge, em 1967, aposentou-se da indústria cinematográfica. Morreu em Palm Springs, Califórnia em 1 de maio de 1991. Foi cremado e suas cinzas foram espargidas sobre o Oceano Pacífico.

## Família
É pai do também cineasta Jerry Thorpe

### Wizard of Oz
Thorpe também se tornou conhecido por ter sido o diretor original de The Wizard of Oz. Ele foi demitido depois de duas semanas de filmagem, porque foi considerado que suas cenas não tinham o ar de fantasia necessária ao filme. Thorpe notoriamente deu à Judy Garland uma peruca loira e maquiagem de boneca, o que a fez parecer uma garota no fim da adolescência ao invés de uma inocente menina de treze anos de uma fazenda do Kansas. Tanto a maquiagem quanto a peruca foram descartados por sugestão de George Cukor, que foi trazido para dirigir o filme temporariamente.

## Homenagem
Por sua contribuição para a indústria cinematográfica, Thorpe tem uma mestrela na Calçada da Fama, no 6101 Hollywood Blvd. Em 2003 um Golden Palm Star da Palm Springs Walk of Stars, em Palm Springs, Califórnia foi dedicado a ele e seu filho, Jerry Thorpe.

## Filmografia parcial
- Rarin' to Go (1924)
- Gold and Grit (1925)
- Deuce High (1926)
- The Meddlin' Stranger (1927)
- Ride 'em High (1927)
- Desperate Courage (1928)
- Vultures of the Sea (1928)
- The Vanishing West (1928)
- The Fatal Warning (1929)
- The King of the Kongo (1929)
- The Utah Kid (1930)
- The Lone Defender (1930)
- The Lady From Nowhere (1931)
- King of the Wild (1931)
- Slightly Married (1932)
- Murder at Dawn (1932)
- Forgotten (1933)
- Notorious But Nice (1933)
- Green Eyes (1934)
- Secret of the Chateau (1934)
- Last of the Pagans (1935)
- Strange Wives (1935)
- Tarzan Escapes (1936) com Johnny Weissmuller e Maureen O'Sullivan
- Dangerous Number (1937)
- Night Must Fall (1937)
- The Crowd Roars (1938) com Robert Taylor, Edward Arnold, Frank Morgan e Maureen O'Sullivan
- Man-Proof (1938) with Myrna Loy, Franchot Tone, Rosalind Russell, and Walter Pidgeon
- The Adventures of Huckleberry Finn (1939) com Mickey Rooney, Walter Connolly e William Frawley
- The Wizard of Oz (1939)
- 20 Mule Team (1940) com Wallace Beery
- Wyoming (1940) com Wallace Beery
- The Earl of Chicago (1940)
- Barnacle Bill (1941) com Wallace Beery
- The Bad Man (1941) com Wallace Beery, Lionel Barrymore, Laraine Day e Ronald Reagan
- Tarzan's New York Adventure (1942) com Johnny Weissmuller and Maureen O'Sullivan
- White Cargo (1942) com Hedy Lamarr
- Above Suspicion (1943)
- Two Girls and a Sailor (1944)
- The Thin Man Goes Home (1945) com William Powell e Myrna Loy
- What Next, Corporal Hargrove? (1945) com Robert Walker e Keenan Wynn
- Thrill of a Romance (1945) com Esther Williams
- Her Highness and the Bellboy (1945) com Hedy Lamarr e Robert Walker
- Fiesta (1947) com Esther Williams e Ricardo Montalbán
- This Time for Keeps (1947) com Esther Williams e Jimmy Durante
- On an Island with You (1948) com Esther Williams, Peter Lawford e Jimmy Durante
- A Date with Judy (1948) com Wallace Beery, Jane Powell, Elizabeth Taylor
- Malaya (1949) com Spencer Tracy e James Stewart
- Big Jack (1949) com Wallace Beery, Richard Conte, Marjorie Main e Edward Arnold
- Challenge to Lassie (1949) with Donald Crisp and Alan Napier
- Black Hand (1950) com Gene Kelly
- Three Little Words (1950) com Fred Astaire e Red Skelton
- The Great Caruso (1951) com Mario Lanza e Ann Blyth
- The Unknown Man (1951) com Walter Pidgeon
- Vengeance Valley (1951) com Burt Lancaster
- Carbine Williams (1952) com James Stewart
- Ivanhoe (1952) com Robert Taylor, Elizabeth Taylor e Joan Fontaine
- The Prisoner of Zenda (1952) com Stewart Granger, Deborah Kerr e James Mason
- The Girl Who Had Everything (1953) com Elizabeth Taylor, Fernando Lamas, and William Powell
- Knights of the Round Table (1953) com Robert Taylor e Ava Gardner
- All the Brothers Were Valiant (1953) com Robert Taylor e Stewart Granger
- Athena (1954) com Jane Powell e Debbie Reynolds
- The Student Prince (1954) com Ann Blyth, Edmund Purdom e a voz de Mario Lanza.
- The Adventures of Quentin Durward (1955) com Robert Taylor e Robert Morley
- The Prodigal (1955) com Lana Turner e Edmund Purdom
- Tip on a Dead Jockey (1957) com Robert Taylor and Dorothy Malone
- Ten Thousand Bedrooms (1957) com Dean Martin (o primeiro filme de Martin sem Jerry Lewis)
- Jailhouse Rock (1957) com Elvis Presley
- Killers of Kilimanjaro (1959) com Robert Taylor e Anthony Newley
- The House of the Seven Hawks (1959) com Robert Taylor
- Ben-Hur (1959)[10] (assistente de direção, não-creditado)
- The Honeymoon Machine (1961) com Steve McQueen
- The Tartars (1961)
- The Horizontal Lieutenant (1962) com Jim Hutton e Paula Prentiss
- How the West Was Won (1962) (não-creditado)
- Follow the Boys (1963)
- Fun in Acapulco (1963) com Elvis Presley e Ursula Andress
- The Golden Head (1964) com George Sanders e Buddy Hackett
- The Truth About Spring (1964)
- That Funny Feeling (1965) com Sandra Dee, Bobby Darin e Donald O'Connor
- The Last Challenge (1967) (direção e produção)